# Kang So-ra
Kang So-Ra (tiếng Hàn: 강소라; Romaja: Gang So-ra; sinh ngày 18 tháng 2 năm 1990) là một nữ diễn viên và người mẫu Hàn Quốc. Cô bắt đầu nổi tiếng với vai diễn trong bộ phim điện ảnh Hàn Quốc Sunny sau đó là những bộ phim truyền hình thu hút nhiều người theo dõi như Doctor Stranger,Missaeng .Năm 2008, cô bắt đầu theo học đại học Dongguk, khoa phim truyền hình.

## Sự nghiệp diễn xuất

### Phim điện ảnh
| Năm  | Tên phim                | Tên tiếng Hàn      | Vai diễn                               | Ghi chú   | Tham khảo |
| ---- | ----------------------- | ------------------ | -------------------------------------- | --------- | --------- |
| 2009 | 4th Period Mystery      | 4교시 추리영역     | Lee Da-jeong (thám tử học sinh)        |           |           |
| 2009 | Kwang-tae's Basic Story | 광태의 기초        | Ji-hyo (bạn gái cũ của Kwang-tae)      | Phim ngắn |           |
| 2011 | Sunny                   | 써니               | Ha Chun-hwa (teen) - trưởng nhóm Sunny |           |           |
| 2012 | My Paparotti            | 파파로티           | Sook-hee                               |           |           |
| 2020 | Sở thú thoát ế          | 해치지않아         | Han So-won                             |           | [ 4 ]     |
| 2021 | Waiting for Rain        | 비와 당신의 이야기 | Soo-jin                                | Cameo     |           |

### Phim truyền hình
| Năm       | Tựa đề                              | Vai diễn                                                  |
| --------- | ----------------------------------- | --------------------------------------------------------- |
| 2016      | KBS2. Neighborhood Lawyer Jo Deulho | Lee Eun-zo. Luật sư                                       |
| 2015      | MBC. Warm and Cozy                  | Lee Jung-Joo. Chủ nhà hàng                                |
| 2014      | tvN. Missaeng                       | Ahn Young-Ji. Nhân viên văn phòng                         |
| 2014      | SBS. Doctor stranger                | Oh Soo-hyun. Bác sĩ khoa tim mạch                         |
| 2012      | KBS2. Dream High 2                  | Shin Hae-sung. một học sinh trường trung học nghệ thuật   |
| 2011      | KBS1. The Women of Our Home         | Hong Yoon-mi. em gái của Joo-mi                           |
| 2010–2011 | tvN. Rude Miss Young-ae 8           | Kang So-ra. chị dâu của Young-ae, một nữ tiếp viên        |
| 2010      | SBS. Doctor Champ                   | Kwon Yoo-ri. vận động viên bơi lội của đội tuyển quốc gia |
| 2010      | tvN. Rude Miss Young-ae 7           | Kang So-ra. chị dâu của Young-ae                          |

### Chương trình tạp kĩ
| Ngày                       | Tựa đề                                                  |
| -------------------------- | ------------------------------------------------------- |
| 2011–2012                  | MBC. We Got Married (cùng Leeteuk)                      |
| 2011–2012                  | MBC. 2011 MBC Gayo Daejejeon: MBC Korean Music Festival |
| Tháng 10, 2011             | XTM. Top-Gear KOREA                                     |
| Tháng 6 - tháng 7 năm 2011 | SBS. Strong Heart                                       |
| 11/1/2020                  | JTBC. Knowing Bros                                      |
| 12/1/2020                  | SBS. Running Man                                        |

### Radio
| Ngày      | Tựa đề                                      |
| --------- | ------------------------------------------- |
| Nov. 2011 | KBS Cool FM. Volume Up (a special edition)) |

### Music video
| Năm  | Tựa đề                      | Ca sĩ          |
| ---- | --------------------------- | -------------- |
| 2011 | I Only Told You I Wanna Die | Huh Gak        |
| 2011 | Hello                       | Huh Gak        |
| 2009 | Blissful Me                 | Hong Kyung-min |
| 2009 | Merely                      | Kim Dong-uk    |
| 2009 | Gloria                      | PK Heman       |
| 2009 | Even This Good-Day          | Halla Man      |

## Hoạt động khác

### Album
| Năm  | Tựa đề                      | Ghi chú              |
| ---- | --------------------------- | -------------------- |
| 2012 | We are the B                | Dream High 2 OST     |
| 2011 | I Only Told You I Wanna Die | Một người dẫn chuyện |
| 2011 | Bingle Bingle               | Sunny OST            |

### Quảng cáo/người mẫu
| 2009 | - Aegar - PC Sa-rang - Melon - Anycall Show Omnia     | 2010 | - Haitai-beverage Kang-won pyeong-chang water - Orion Market-O - Wood-metal - McDonald McCafe                                                                         |
| 2011 | - Buckaroo Jeans - Lotte Tacos - Fish & Grill - Tving | 2012 | - Chosungah-raw - Dior Diorsnow - Muzak - K-Swiss - Busan-milk Yonette - NHN Naver A ninth-grader of baseball - Basic-House - Center-Pole - Kooksoondang Rice-Makkoli |

## Giải thưởng
| Năm  | Lễ trao giải              | Giải thưởng                                              |
| ---- | ------------------------- | -------------------------------------------------------- |
| 2012 | 48th Paeksang Arts Awards | Female Popularity Award (lĩnh vực phim điện ảnh) <Sunny> |
| 2011 | 4th Style Icon Awards     | Bộ phim 'Sunny', Content of the Year                     |
| 2011 | 20th Buil Film Awards     | Nữ diễn viên mới xuất sắc<Sunny>                         |
| 2011 | 5th M-net 20's Choice     | Hot Movie Star of the Year <Sunny>                       |